# Chordodes ligasiensis
Chordodes ligasiensis är en tagelmaskart som beskrevs av Sciacchitano 1933. Chordodes ligasiensis ingår i släktet Chordodes och familjen Chordodidae. Inga underarter finns listade i Catalogue of Life.